# Dziadów
Dziadów – część wsi Rzechta Drużbińska w Polsce, położona w województwie łódzkim, w powiecie poddębickim, w gminie Zadzim.
W latach 1975–1998 Dziadów administracyjnie należał do województwa sieradzkiego.